# Badljevica
Badljevica (izvirno srbsko Бадљевица) je naselje v Srbiji, ki upravno spada pod Mesto Smederevo; slednja pa je del Podonavskega upravnega okraja.

## Demografija
V naselju, katerega izvirno (srbsko-cirilično) ime je Бадљевица, živi 350 polnoletnih prebivalcev, pri čemer je njihova povprečna starost 43,3 let (43,9 pri moških in 42,7 pri ženskah). Naselje ima 122 gospodinjstev, pri čemer je povprečno število članov na gospodinjstvo 3,60.
To naselje je, glede na rezultate popisa iz leta 2002, večinoma srbsko, a v času zadnjih treh popisov je opazno zmanjšanje števila prebivalcev.
|  |

| Demografija | Demografija     | Demografija     |
| Leto        | Št. prebivalcev | Št. prebivalcev |
| ----------- | --------------- | --------------- |
|             |                 |                 |
|             |                 |                 |
|             |                 |                 |
|             |                 |                 |
| 1948        | 652             |                 |
| 1953        | 696             |                 |
| 1961        | 656             |                 |
| 1971        | 559             |                 |
| 1981        | 519             |                 |
| 1991        | 471             | 470             |
| 2002        | 447             | 439             |
|             |                 |                 |

| Etnična sestava po popisu iz leta 2002 | Etnična sestava po popisu iz leta 2002 | Etnična sestava po popisu iz leta 2002 | Etnična sestava po popisu iz leta 2002 | Etnična sestava po popisu iz leta 2002 |
| -------------------------------------- | -------------------------------------- | -------------------------------------- | -------------------------------------- | -------------------------------------- |
| Srbi                                   | Srbi                                   |                                        | 437                                    | 99,54%                                 |
| Ukrajinci                              | Ukrajinci                              |                                        | 1                                      | 0,22%                                  |
| Neznano                                | Neznano                                |                                        | 1                                      | 0,22%                                  |